# Trephotomasinae
Trephotomasinae is een onderfamilie van de familie Helotrephidae uit de onderorde van de wantsen. De familie werd voor het eerst wetenschappelijk beschreven door Papáček in Štys & Tonner.

## Taxonomie
De onderfamilie bevat de volgende geslachten:

- Papacekia Zettel, 2005
- Platytrephes Zettel, 2005
- Trephotomas Papáček, Štys & Tonner, 1988